# Saldanha Marinho (Río Grande del Sur)
Saldanha Marinho es un municipio brasilero del estado del Rio Grande do Sul.

## Historia
Oficialmente, la ocupación de Saldanha Marinho ocurrió en 1895, con la venida de inmigrantes alemanes de las colonias antiguas. Los primeros que adquirieron lotes y se establecieron fueron las familias Limberger, Barden, Birkhann, Metz, Dorf, Kuhn, Hermann y Neuwald, entre otras.
El nombre del nuevo municipio, Saldanha Marinho, fue escogido por la empresa colonizadora, en homenaje a Joaquim Saldanha Marinho, pernambucano de Olinda, nacido el 4 de mayo de 1816. 
El desarrollo del municipio se basó en el trabajo y en la dedicación de su pueblo. En el inicio el área era rico en pinares, y luego se instalaron molinos. El primero fue de Evaristo de Castro, miembro de la empresa colonizadora. Los inmigrantes, se dedicaban básicamente a la agricultura y ganadería de subsistencia.

## Geografía
Se localiza a una latitud 28°23′36″ S y a una longitud 53°5′41″ O, estando a una altitud de 525 metros.
Posee un área de 220,72 km² y su población estimada en 2004 era de 3.126 habitantes. 